# نير بيتون
نير بيتون (بالعبرية: ניר ביטון‏) و (بالعبرية: ניר ביטון) وهو لاعب كرة قدم إسرائيلي في مركز الوسط المدافع ولد في يوم 30 أكتوبر 1991 في مدينة أشدود في إسرائيل وهو يلعب حالياً مع نادي سيلتك في اسكتلندا وسبق له اللعب مع نادي أشدود في إسرائيل ولعب مع منتخب إسرائيل لكرة القدم ويبلغ طوله 196 سم.

## مسيرته الكروية
لعب نير بيتون خلال مسيرته الاحترافية مع ناديين في ثلاثة عشر موسمًا وسجل خلالها 22 هدفًا ضمن 261 مباراة. حيث فاز في موسمين بالكأس وفي سبعة مواسم بالدوري.
خاض نير بيتون مسيرته مع نادي أسدود في موسم 2008–09 ليلعب معه ستة مواسم، مشاركًا في 123 مباراة سجل خلالها 14 هدفًا. ثم انتقل إلى نادي سلتيك في موسم 2013–14 ليلعب معه سبعة مواسم، حيث شارك في 138 مباراة سجل خلالها 8 أهداف.

## روابط خارجية
- نير بيتون على موقع الاتحاد الأوربي (الإنجليزية)
- نير بيتون على موقع قاعدة بيانات كرة القدم.إي يو (الإنجليزية)
- نير بيتون على موقع ليكيب (الفرنسية)
- نير بيتون على موقع ناشيونال فوتبول تيمز (الإنجليزية)
- نير بيتون على موقع Soccerbase.com (لاعب) (الإنجليزية)
- نير بيتون على موقع Soccerway.com (الإنجليزية)
- نير بيتون على موقع عالم كرة القدم.نت (الإنجليزية)
- نير بيتون على موقع AS.com (الإسبانية)